# 瑟爾庫察鄉 (多爾日縣)
44°15′N 23°26′E / 44.250°N 23.433°E
瑟爾庫察鄉（羅馬尼亞語：Comuna Sălcuța, Dolj），是羅馬尼亞的鄉份，位於該國西南部，由多爾日縣負責管轄，面積73平方公里，海拔高度160米。

## 人口相关
2007年人口2,354，人口密度每平方公里32人。